# Claudio Lombardelli
Claudio Lombardelli (ur. 14 października 1987 w Esch-sur-Alzette) – luksemburski piłkarz grający na pozycji pomocnika. Od 2011 roku jest zawodnikiem klubu Union 05 Kayl-Tétange.

## Kariera klubowa
Swoją karierę piłkarską Lombardelli rozpoczął w klubie FC Schifflange 95. W 2004 roku awansował do kadry pierwszego zespołu i w sezonie 2004/2005 zadebiutował w nim w trzeciej lidze luksemburskiej. W 2004 roku odszedł do Jeunesse Esch. W sezonie 2005/2006 wywalczył z Jeunesse wicemistrzostwo Luksemburga. Z kolei w sezonie 2009/2010 został z Jeunesse mistrzem Luksemburga. W 2010 roku przeszedł do US Rumelange i grał w nim w sezonie 2010/2011. Latem 2011 został piłkarzem Union 05 Kayl-Tétange.
| Sezon   | Klub                  | Kraj       | Rozgrywki           | Mecze | Bramki |
| ------- | --------------------- | ---------- | ------------------- | ----- | ------ |
| 2003/04 | FC Schifflange 95     | Luksemburg | III liga            | ?     | ?      |
| 2004/05 | Jeunesse Esch         | Luksemburg | Nationaldivisioun   | 25    | 2      |
| 2005/06 | Jeunesse Esch         | Luksemburg | Nationaldivisioun   | 24    | 2      |
| 2006/07 | Jeunesse Esch         | Luksemburg | Nationaldivisioun   | 23    | 0      |
| 2007/08 | Jeunesse Esch         | Luksemburg | Nationaldivisioun   | ?     | ?      |
| 2008/09 | Jeunesse Esch         | Luksemburg | Nationaldivisioun   | 17    | 0      |
| 2009/10 | Jeunesse Esch         | Luksemburg | Nationaldivisioun   | 13    | 0      |
| 2010/11 | US Rumelange          | Luksemburg | Promotion d'Honneur | ?     | ?      |
| 2011/12 | Union 05 Kayl-Tétange | Luksemburg | Nationaldivisioun   | 11    | 1      |
| 2012/13 | Union 05 Kayl-Tétange | Luksemburg | Nationaldivisioun   |       |        |

## Kariera reprezentacyjna
W reprezentacji Luksemburga Lombardelli zadebiutował 3 czerwca 2006 roku w przegranym 0:3 towarzyskim meczu z Portugalią, rozegranym w Metz. W swojej karierze grał w eliminacjach do Euro 2008 i do MŚ 2010.